# Canton de Bray-sur-Seine
Le canton de Bray-sur-Seine est une ancienne division administrative française, située dans le département de Seine-et-Marne et la région Île-de-France.

## Composition
Le canton de Bray-sur-Seine regroupait 23 communes jusqu'en mars 2015 :
| Nom                        | Code Insee | Intercommunalité          | Superficie (km2) | Population (dernière pop. légale) | Densité (hab./km2) |
| -------------------------- | ---------- | ------------------------- | ---------------- | --------------------------------- | ------------------ |
| Bray-sur-Seine (chef-lieu) | 77051      | CC de la Bassée - Montois | 2,15             | 2 231 (2014)                      | 1 038              |
| Baby                       | 77015      | CC de la Bassée - Montois | 4,12             | 98 (2014)                         | 24                 |
| Balloy                     | 77019      | CC de la Bassée - Montois | 13,22            | 326 (2014)                        | 25                 |
| Bazoches-lès-Bray          | 77025      | CC de la Bassée - Montois | 22,68            | 848 (2014)                        | 37                 |
| Chalmaison                 | 77076      | CC de la Bassée - Montois | 10,04            | 754 (2014)                        | 75                 |
| Everly                     | 77174      | CC de la Bassée - Montois | 8,76             | 605 (2014)                        | 69                 |
| Fontaine-Fourches          | 77187      | CC de la Bassée - Montois | 11,84            | 597 (2014)                        | 50                 |
| Gouaix                     | 77208      | CC de la Bassée - Montois | 14,64            | 1 459 (2014)                      | 100                |
| Gravon                     | 77212      | CC de la Bassée - Montois | 7,55             | 148 (2014)                        | 20                 |
| Grisy-sur-Seine            | 77218      | CC de la Bassée - Montois | 6,57             | 107 (2014)                        | 16                 |
| Hermé                      | 77227      | CC de la Bassée - Montois | 15,90            | 650 (2014)                        | 41                 |
| Jaulnes                    | 77236      | CC de la Bassée - Montois | 15,84            | 376 (2014)                        | 24                 |
| La Tombe                   | 77467      | CC de la Bassée - Montois | 7,84             | 228 (2014)                        | 29                 |
| Les Ormes-sur-Voulzie      | 77347      | CC de la Bassée - Montois | 12,22            | 865 (2014)                        | 71                 |
| Montigny-le-Guesdier       | 77310      | CC de la Bassée - Montois | 7,89             | 300 (2014)                        | 38                 |
| Mousseaux-lès-Bray         | 77321      | CC de la Bassée - Montois | 8,67             | 749 (2014)                        | 86                 |
| Mouy-sur-Seine             | 77325      | CC de la Bassée - Montois | 8,62             | 362 (2014)                        | 42                 |
| Noyen-sur-Seine            | 77341      | CC de la Bassée - Montois | 12,24            | 354 (2014)                        | 29                 |
| Passy-sur-Seine            | 77356      | CC de la Bassée - Montois | 4,53             | 53 (2014)                         | 12                 |
| Saint-Sauveur-lès-Bray     | 77434      | CC de la Bassée - Montois | 6,52             | 348 (2014)                        | 53                 |
| Villenauxe-la-Petite       | 77507      | CC de la Bassée - Montois | 20,81            | 480 (2014)                        | 23                 |
| Villiers-sur-Seine         | 77522      | CC de la Bassée - Montois | 11,37            | 303 (2014)                        | 27                 |
| Villuis                    | 77523      | CC de la Bassée - Montois | 9,26             | 270 (2014)                        | 29                 |

## Politique
- Candidats aux élections cantonales 2008

| Identité          | Parti             | Site                    | Âge    |
| ----------------- | ----------------- | ----------------------- | ------ |
| Frédéric Laurent  | FN                | ...                     | 39 ans |
| Emmanuel Marcadet | Gauche Rassemblée | www.emmanuelmarcadet.fr | 35 ans |
| Dominique Satiat  | UMP               | ...                     | 65 ans |

## Représentation

### Conseillers généraux de 1833 à 2015
| Période                                  | Période          | Identité                             | Étiquette             | Qualité |
| ---------------------------------------- | ---------------- | ------------------------------------ | --------------------- | --- |
| Les données manquantes sont à compléter. |                  |                                      |                       | |
| 1833                                     | 1839             | M. Heu                               |                       | Propriétaire à Bray-sur-Seine |
| 1839                                     | 1870 (décès)     | Pierre-Blaise-Bernard de Gascq       |                       | Président de chambre à la Cour des Comptes Président du Conseil Général de Seine-et-Marne Propriétaire à Mousseaux-lès-Bray                                                      |
| 1871                                     | 1901 (décès)     | Henri Penancier                      | Républicain           | Propriétaire, Maire de Bray-sur-Seine, ancien conseiller d'arrondissement |
| 1901                                     | 1938 (démission) | Eugène Penancier (fils du précédent) | Rad.                  | Magistrat Maire de Bray-sur-Seine Sénateur (1920 → 1936) Garde des Sceaux (1933 et 1934) Président du Conseil Général Démissionnaire                                             |
| 1938                                     | 1940 (décès)     | Georges Dechambre                    | Rad.                  | Cultivateur Maire de Grisy-sur-Seine, conseiller d'arrondissement |
| 1940                                     | 1945             | Seconde Guerre mondiale              |                       | |
| 1945                                     | 1964             | Jacques Lebouc (1908-1992)           | UDSR                  | Notaire Maire de Bray-sur-Seine (1945 → 1963) |
| 1964                                     | 1988             | Alain Peyrefitte                     | UNR puis UDR puis RPR | Ministre plénipotentiaire honoraire Député (1958 → 1981 et 1982 → 1995) Sénateur (1995 → 1999) Maire de Provins (1965 → 1997) Ministre (1962 → 1968, 1973 → 1974 et 1977 → 1981) |
| 1988                                     | 2015             | Dominique Satiat                     | RPR puis UMP          | Négociant en grain Maire de Bray-sur-Seine (1983 → 2014) Président de la CC du canton de Bray-sur-Seine (2001 → 2008)                                                            |

### Conseillers d'arrondissement (de 1833 à 1940)
Le canton de Bray avait deux conseillers d'arrondissement.
| Période                                  | Période               | Identité                                       | Étiquette                | Qualité |
| ---------------------------------------- | --------------------- | ---------------------------------------------- | ------------------------ | --- |
| 1833                                     | 1848                  | Charles Victor Charon                          |                          | Maire de Bray-sur-Seine                                                                                     |
| 1833                                     | 1845                  | Alexandre Isidore Oudin                        |                          | Meunier, maire de Saint-Sauveur                                                                             |
| 1845                                     | 1848                  | Gabriel Auguste Bégis (1791-1871)              |                          | Propriétaire, maire de Passy-sur-Seine                                                                      |
| 1848                                     | 1858                  | Eugène Franon (1814-1878)                      |                          | Médecin à Bray-sur-Seine                                                                                    |
| 1848                                     | 1858                  | Jean Pierre Salis (1812-1867)                  |                          | Propriétaire, cultivateur à Chalmaison                                                                      |
| 1858                                     | 1864                  | Jules Muret (1824-1866)                        |                          | Maire de Noyen-sur-Seine                                                                                    |
| 1858                                     | 1864                  | Ernest Firmin Joseph Harpin (1805-1885)        |                          | Propriétaire à Bray-sur-Seine                                                                               |
| 1864                                     | 28 sept. 1868 (décès) | Josse Isidore Boucher (1800-1868)              |                          | Huissier, maire de Bazoches-lès-Bray                                                                        |
| 1864                                     | 1870                  | Henri Penancier                                |                          | Propriétaire à Bray-sur-Seine                                                                               |
| Déc.1868                                 | 1870                  | Léon Auguste Muret (1834-1906)                 |                          | Propriétaire à Noyen-sur-Seine                                                                              |
| 1870                                     | 1871                  | Pierre Combe (1823-1890)                       |                          | Cultivateur à Villuis                                                                                       |
| 1870                                     | 1874                  | Félix Arthur de Gascq (1844-1882)              |                          | Propriétaire à Mousseaux-lès-Bray                                                                           |
| 1871                                     | 1880                  | Pierre-Camille Latxague                        |                          | Maire de Saint-Sauveur-lès-Bray                                                                             |
| 1874                                     | 1898                  | Étienne Foulon (1815-1900)                     | Républicain              | Instituteur, maire d'Hermé (1848-1853 et 1871-1893)                                                         |
| 1880                                     | 1886                  | Albert Macquin                                 | Républicain              | Propriétaire à Villeceaux, Jaulnes                                                                          |
| 1886                                     | 27 déc.1904 (décès)   | Michel-Louis-Nicolas-Marie Germann (1828-1904) | Radical                  | Agriculteur, aubergiste, entrepreneur de voitures publiques, suppléant du juge de paix, Bray-sur-Seine      |
| 1895                                     | 1901                  | Eugène Massey (1857-1938)                      | Républicain rallié       | Boucher à Bray-sur-Seine                                                                                    |
| 26 fév.1905                              | 1907                  | Paul Germann (1874-1915)                       | Radical                  | Cultivateur et marchand de bestiaux à Bray-sur-Seine Mort pour la France                                    |
| 1901                                     | 1916 (décès)          | Henri Hall (1851-1916)                         | Républicain              | Limonadier, maire des Ormes-sur-Voulzie                                                                     |
| 1907                                     | 1925                  | Eugène Massey                                  | Républicain progressiste | Boucher à Bray-sur-Seine                                                                                    |
| 1916                                     | 1919                  | siège vacant                                   |                          | |
| 1919                                     | 1925                  | Jules Chonot                                   |                          | Instituteur retraité, Everly                                                                                |
| 1919                                     | 1938                  | Georges Dechambre (1883-1940)                  | Radical                  | Agriculteur, maire de Grisy-sur-Seine (1912-1925 et 1931-1940), suppléant du juge de paix                   |
| 1925                                     | 1940 (décès)          | Jules Huot (1856-1940)                         | Radical                  | Propriétaire, conseiller municipal de Bray-sur-Seine, ancien maire de Montigny-le-Guesdier                  |
| 1938                                     | 1940                  | Georges Jouy (1891-1970)                       |                          | Industriel, maire de Bray-sur-Seine                                                                         |
| 1940                                     |                       |                                                |                          | Les conseils d'arrondissement ont été suspendus par la loi du 12 octobre 1940 et n'ont jamais été réactivés |
| Les données manquantes sont à compléter. |                       |                                                |                          | |

Source : Archives départementales de Seine-et-Marne, rubrique "Presse"

## Démographie
| 1962  | 1968  | 1975  | 1982  | 1990   | 1999   | 2006   | 2011   | 2012   |
| ----- | ----- | ----- | ----- | ------ | ------ | ------ | ------ | ------ |
| 8 728 | 8 739 | 8 666 | 9 279 | 10 400 | 11 532 | 11 779 | 12 500 | 12 547 |